# Allgemeine Innere Verwaltung
Allgemeine Innere Verwaltung (AIV) bezeichnet in Deutschland einen Teil der öffentlichen Verwaltung des Bundes (teilweise auch der Länder, z. B. Bayern) sowie einen Fachbereich und einen Studiengang an der Hochschule des Bundes für öffentliche Verwaltung für diesen Verwaltungsteil. Die Beamten des Bundes, die in der allgemeinen und inneren Verwaltung eingesetzt werden, gehören grundsätzlich einer Laufbahn des nichttechnischen Verwaltungsdienstes an. Arbeitnehmer im öffentlichen Dienst sind oft Verwaltungsfachangestellte oder Diplom-Verwaltungswirte.

## Innere Verwaltung
In der inneren Verwaltung einer Bundesbehörde, häufig auch als Zentralabteilung, Zentralbereich oder ähnlich bezeichnet, werden querschnittliche Aufgaben wahrgenommen und Ressourcen bereitgestellt, die für die Funktionsfähigkeit jeder Dienststelle von Bedeutung sind. Aufgaben der inneren Verwaltung sind die Personalverwaltung und -entwicklung, das Haushalts- und Rechnungswesen, das Controlling und die Kosten-Leistungs-Rechnung, die Organisation (z. B. allgemeine planerische Aufgaben, Organisationsuntersuchungen und Beratungen, Planung und Einführung neuer Techniken) und der Innere Dienst.
Nicht alle Aufgaben der inneren Verwaltung werden von jeder Behörde wahrgenommen. Innerhalb eines Geschäftsbereichs oder geschäftsbereichsübergreifend können diese auch zusammengefasst werden. So nimmt das Beschaffungsamt des Bundesministeriums des Innern zentral Beschaffungsaufgaben für den Geschäftsbereich des Bundesministeriums des Innern, für Bau und Heimat (BMI) wahr. Das Bundesverwaltungsamt nimmt unter anderem die Aufgabe der Gehaltsabrechnung, von Beihilfeangelegenheiten und der Umzugskostenvergütung für den Geschäftsbereich des Bundesministeriums der Verteidigung wahr, obwohl es diesem nicht selbst angehört.

### Innerer Dienst
Teil der inneren Verwaltung ist der Innere Dienst (auch Innere Dienste). Er bezeichnet sowohl die Aufgabe als auch die für ihre Erledigung zuständige Organisationseinheit innerhalb einer Behörde, aufbauorganisatorisch oftmals in einer Zentralabteilung oder einem vergleichbaren Strukturelement angesiedelt.
Der Aufgabenumfang des Inneren Dienstes ist nicht fest definiert. Im Rahmen der Organisationshoheit der Dienststellen können die dem Inneren Dienst zugeordneten Aufgaben, die etwa in einem Geschäftsverteilungsplan festgeschrieben werden, variieren. Im Allgemeinen können zum Inneren Dienst zählen:
- Betrieb der Poststelle, Telefonzentrale, Botendienst, Erstellung und Verwaltung von Schriftgut, Vervielfältigung und Druckerei,
- Zugangskontrolle (Pfortendienst) und Wachdienst, Beschaffung und Materialverwaltung (Büromaterial, Büromöbel),
- Fahrbereitschaft und Liegenschaftsverwaltung (z. B. Winterdienst, Gebäudereinigung, Abfallentsorgung, Pflege der Außenanlagen, Unterkunftsverwaltung),
- Catering und Veranstaltungsunterstützung, Parkplatz- und Raumverwaltung (z. B. Besprechungsräume) und
- Betrieb von Archiv und Lager.[1]

## Allgemeine Verwaltung
Die allgemeine Verwaltung des Bundes bezeichnet, im Gegensatz zur inneren Verwaltung, die Wahrnehmung von Fachaufgaben der Bundesbehörden, sofern diese nicht speziellen Bereichen zugeordnet sind. Letztere bestehen beim Bundesnachrichtendienst, der Sozialversicherung, der Zollverwaltung, der Steuerverwaltung, dem Archivdienst, dem Verfassungsschutz und der Bundeswehrverwaltung. Hier bestehen auch fachspezifische Vorbereitungsdienste für die Beamtenausbildung. Verwaltungsinformatik gehört aufgrund der Spezialisierung nicht zur allgemeinen Verwaltung.
Aufgaben der allgemeinen Verwaltung fallen insbesondere an bei Bundesministerien, beim Bundesamt für Migration und Flüchtlinge, Bundesverwaltungsamt, Bundesbeauftragten für die Stasi-Unterlagen, Bundesamt für Bevölkerungsschutz und Katastrophenhilfe, Bundesamt für Naturschutz, Statistischen Bundesamt, Kraftfahrt-Bundesamt, Bundesamt für Familie und zivilgesellschaftliche Aufgaben und beim Deutschen Patent- und Markenamt.

## Studium (gehobener Dienst)
Behörden, die keine fachspezifischen Vorbereitungsdienste eingerichtet haben, bedienen sich bei der Personalgewinnung ihrer Beamten der Laufbahn des gehobenen nichttechnischen Verwaltungsdienstes der Absolventen des Studiengangs „Verwaltungsmanagement“. Dieser wird von der Hochschule des Bundes angeboten, die hierfür den „Fachbereich Allgemeine Innere Verwaltung“ eingerichtet hat. Die Studenten durchlaufen den „Vorbereitungsdienst für die Laufbahn des gehobenen nichttechnischen Dienstes in der allgemeinen und inneren Verwaltung des Bundes“. Das Studium, welches mit Ausnahme der Praktika in Brühl stattfindet und mit dem akademischen Grad Diplom-Verwaltungswirt (FH) abgeschlossen wird, besteht aus sechs Semestern:
- 1. Semester – Grundstudium
- 2. Semester – Hauptstudium I
- 3. Semester – Praktikum I in der inneren Verwaltung einer Bundesbehörde
- 4. Semester – Hauptstudium II
- 5. Semester – Praktikum II in der allgemeinen Verwaltung einer Bundesbehörde
- 6. Semester – Hauptstudium III

Das Studium vermittelt die wissenschaftlichen Methoden und Kenntnisse sowie die berufspraktischen Fähigkeiten und Kenntnisse, die für die Erfüllung der Aufgaben im gehobenen nichttechnischen Verwaltungsdienst des Bundes erforderlich sind. (§ 2 GntDAIVVDV) Er wird auch als Fernstudium angeboten.
Der Fachbereich Allgemeine Innere Verwaltung ist für die inhaltliche und organisatorische Durchführung des Studiums verantwortlich. Er betreut die Studierenden auch während der Praktika.
Während des Studiums sind die Studierenden Beamte auf Widerruf. Sie befinden sich im „Vorbereitungsdienst für den gehobenen nichttechnischer Dienst in der allgemeinen und inneren Verwaltung des Bundes“. Sie führen die Dienstbezeichnung eines Regierungsinspektoranwärters und erhalten Anwärterbezüge. Während des Studiums sind sie dienstrechtlich Beschäftigte der Hochschule des Bundes. Dessen Präsident ist ihr Dienstvorgesetzter.
Auch an der Hochschule für den öffentlichen Dienst in Bayern besteht ein Fachbereich Allgemeine Innere Verwaltung.

## Mittlerer Dienst
Gemäß Anlage 2 zu § 10a der Bundeslaufbahnverordnung besteht auch in der Laufbahngruppe des mittleren Dienstes in der Laufbahn des mittleren nichttechnischen Dienstes ein fachspezifischer Vorbereitungsdienst der allgemeinen und inneren Verwaltung des Bundes.